# Robert McClory

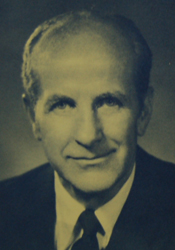
Robert McClory, vor 1983

Robert McClory (* 31. Januar 1908 in Riverside, Cook County, Illinois; † 24. Juli 1988 in Washington, D.C.) war ein US-amerikanischer Politiker. Zwischen 1963 und 1983 vertrat er den Bundesstaat Illinois im US-Repräsentantenhaus.

## Werdegang
Robert McClory besuchte die öffentlichen Schulen seiner Heimat. In den Jahren 1925 und 1926 absolvierte er das L’Institut Sillig in Vevey in der Schweiz. Danach besuchte er bis 1928 das Dartmouth College in Hanover (New Hampshire). Nach einem Jurastudium am Chicago Kent College of Law und seiner 1932 erfolgten Zulassung als Rechtsanwalt begann er in diesem Beruf zu arbeiten. Zwischen 1933 und 1937 war McClory Mitglied der Reserve des United States Marine Corps. Gleichzeitig schlug er als Republikaner eine politische Laufbahn ein. Im Jahr 1950 wurde er in das Repräsentantenhaus von Illinois gewählt. Von 1952 bis 1962 saß er im Staatssenat.
Bei den Kongresswahlen des Jahres 1962 wurde McClory im zwölften Wahlbezirk von Illinois in das US-Repräsentantenhaus in Washington gewählt, wo er am 3. Januar 1963 die Nachfolge von Edward Rowan Finnegan antrat. Nach neun Wiederwahlen konnte er bis zum 3. Januar 1983 zehn Legislaturperioden im Kongress absolvieren. Seit 1973 vertrat er dort als Nachfolger von Phil Crane den 13. Distrikt seines Staates. In seine Zeit im Kongress fielen unter anderem der Vietnamkrieg, die Bürgerrechtsbewegung und im Jahr 1974 die Watergate-Affäre. Zwischen 1963 und 1982 war er amerikanischer Delegierter auf verschiedenen interparlamentarischen Konferenzen. 1982 verzichtete er auf eine weitere Kandidatur.
Nach dem Ende seiner Zeit im US-Repräsentantenhaus praktizierte Robert McClory als Anwalt in Washington, wo er am 24. Juli 1988 starb.